# تشارلز جارد إينغيرسول
تشارلز جارد إينغيرسول هو محامي وسياسي أمريكي، ولد في 3 أكتوبر 1782 في فيلادلفيا في الولايات المتحدة، وتوفي بنفس المكان في 14 مايو 1862. نشط حزبياً في الحزب الديمقراطي. وقد انتخب عضو مجلس نواب بنسيلفانيا ‏ وانتخب عضو مجلس النواب الأمريكي ‏.